# الحرب الأهلية النيبالية
الحرب الأهلية النيبالية هو صراع دارت رحاه في النيبال بين الحزب الشيوعي النيبالي (الماوي) وحكومة النيبال من عام 1996 حتى عام 2006. قام الحزب الشيوعي النيبالي (الماوي) بتمرد بتاريخ 13 فبراير عام 1996 بهدف إسقاط النظام الملكي لنيبال وتأسيس جمهورية شعبية. انتهت الحرب بالتوقيع على اتفاق السلام الشامل بتاريخ 21 نوفمبر 2006.